# SN 2001ep
SN 2001ep – supernowa typu Ia odkryta 3 października 2001 roku w galaktyce NGC 1699. W momencie odkrycia miała maksymalną jasność 17,10m.